# Eldin Burton
Thomas Eldin Burton (* 26. Oktober 1913 in Fitzgerald (Georgia); † 18. März 1981 in Sarasota) war ein US-amerikanischer Komponist und Pianist.

## Leben und Werk
Eldin Burton studierte nach Besuch der Fitzgerald High School am Atlanta Conservatory of Music, mit Abschlüssen in Klavier und Komposition 1938. Bis 1943 wirkte er als Konzertpianist in Atlanta und fungierte zudem von 1940 bis 1941 als Direktor des Georgia Conservatory and Music Center in Atlanta. Von 1943 bis 1946 folgte ein Aufbaustudium an der Juilliard Graduate School in New York bei Bernard Wagenaar (Komposition) und George Liebling (Klavier). 1949 debütierte er als Pianist in der Carnegie Hall.
1948 gewann Burton den First New York Flute Club Composition Competition unter mehr als 100 Einreichungen mit seiner Sonatina für Flöte und Klavier. Mit dem Preisgewinn war deren Drucklegung im Verlag Carl Fischer verbunden. Die 1949 uraufgeführte Sonatina etablierte sich speziell im amerikanischen Flötistenrepertoire, was mehrere Einspielungen belegen.
Eldin Burton komponierte später offenbar nur noch wenig und konzentrierte sich auf eine Karriere im Musikverlag G. Schirmer. Im Ruhestand übersiedelte er nach Florida, wo er 1981 verstarb. Neben der Sonatina für Flöte und Klavier finden sich in seinem Œuvre eine Sonatina für Violine und Klavier, ein Klavierquintett sowie ein Flötenkonzert (1964).

## Einzelnachweis
1. ↑  Eldin Burton in der Datenbank Find a Grave, abgerufen am 9. Januar 2024.

| Personendaten    | Personendaten                             |
| ---------------- | ----------------------------------------- |
| NAME             | Burton, Eldin                             |
| ALTERNATIVNAMEN  | Burton, Thomas Eldin (vollständiger Name) |
| KURZBESCHREIBUNG | US-amerikanischer Komponist               |
| GEBURTSDATUM     | 26. Oktober 1913                          |
| GEBURTSORT       | Fitzgerald (Georgia)                      |
| STERBEDATUM      | 18. März 1981                             |
| STERBEORT        | Sarasota                                  |